# اثر بوهم-آهارونوف

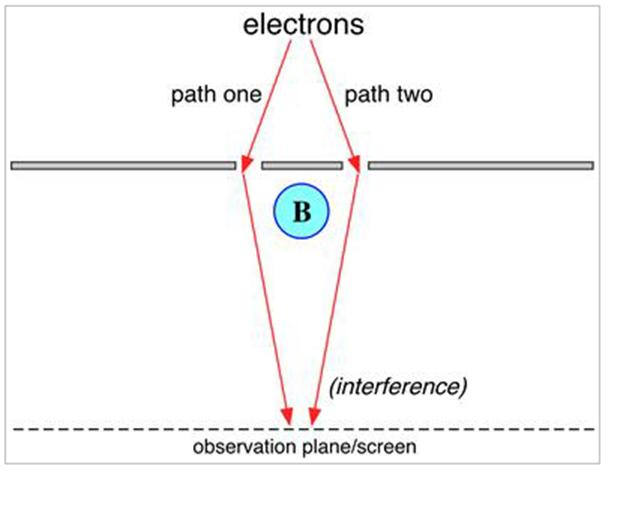
مدل اثر بوهم-آهارونوف

اثر اهارانف-بوهم (به انگلیسی: Aharonov–Bohm effect) که گاهی اثر ارینبرگ-مسیدای-اهارونف بوهم نامیده می‌شود پدیده کوانتم مکانیکی است که توسط یک ذرهٔ باردار تحت تأثیر میدان الکترومغناطیسی در ناحیه‌ای که ذره را در بر نگرفته است ایجاد می‌شود.
این پدیده به عنوان یکی از هفت پدیده شگفت‌انگیز مکانیک کوانتوم انتخاب شده است.

## تاریخچه
شکل اولیه این اثر در سال ۱۹۴۹ توسط ورنر ارنبرگ و ار.ای. سیدای پیش‌بینی شده بود و اثرهای مشابه بعدها توسط اهارانف و بوهم در سال ۱۹۵۹ کشف شد. چنین اثرهایی پیش‌بینی می‌شد که نشأت گرفته از هردو میدان مغناطیسی و الکتریکی باشد اما گونهٔ مغناطیسی برای مشاهده آسان‌تر بوده است. به‌طور کلی، نتایج اساسی اثر اهارانف بوهم دانشی است از میدان الکترومغناطیسی کلاسیکی که به‌طور منطقه‌ای بر روی ذره اثر می‌گذارد که پیش‌بینی رفتار مکانیک کوانتومی آن مناسب نیست. پس از این که مقالهٔ ۱۹۵۴ منتشر شد، بوهم فهمید که این اثر توسط آر.ای. سیدای و ورنر ارنبرگ یک دهه پیش‌تر پیش‌بینی شده است. بوهم و آهارانف چنان‌که باید در مقالهٔ دومشان اشاره کرده‌اند متداولترین موردی که توضیح داده شده است که گاهی اثر سیملوله‌ای آهارانف بوهم نامیده می‌شود، زمانی است که تابع موج یک ذرهٔ باردار در عبور از اطراف یک سیملوله یک تأخیر فاز را در نتیجهٔ بسته بودن میدان مغناطیسی تجربه می‌کند. با وجود این که میدان مغناطیسی در ناحیه‌ای که ذره عبور می‌کند صفر است. این تغییر فاز به‌طور تجربی با اثرات خودش بر روی فریزهای تداخلی قابل مشاهده است (همچنین اثر اهارانف بوهم مغناطیسی بر روی ترازهای انرژی و سطح مقطع پراکندگی وجود دارد اما این اثرات به صورت تجربی آزمایش نشده است) پدیدهٔ آهارانف بوهم الکتریکی همچنین قابل پیش‌بینی است که یک ذرهٔ باردار توسط منطقه‌ای با پتانسیل الکتریکی متفاوت اما با میدان الکتریکی صفر تحت تأثیر قرار می‌گیرد و تأیید تجربی آن مشاهده شده است. اثر جداگانهٔ مولکولی آهارانف بوهم برای حرکت هسته‌ای در منطقهٔ چند اتصالی پیشنهاد شد اما به‌طور اصولی در این مورد متفاوت بحث می‌شود که تنها به مقادیر منطقه‌ای در امتداد مسیر بستگی دارد.

## اثر مغناطیسی
اثر مغناطیسی اهارانف بوهم
اثر مغناطیسی اهارانف بوهم به عنوان نتیجه‌ای از این ضرورت که کوانتوم مکانیک تحت تبدیل پیمانه‌ای برای پتانسیل برداری A ناوردا است دیده می‌شود. این اصل ایجاب می‌کند که یک ذره با بار q که در امتداد مسیرهای p با میدان مغناطیسی صفر({\displaystyle \mathbf {B} =0=\nabla \times \mathbf {A} }) عبور می‌کند باید دارای فاز {\displaystyle \phi }؛ باشد که در سیستم یکای SI به صورت زیر می‌باشد:
{\displaystyle \phi ={\frac {q}{\hbar }}\int _{P}\mathbf {A} \cdot d\mathbf {x} ,}
با اختلاف فاز Δφ میان دو مسیر که دارای نقطهٔ انتهایی مشترک هستند؛ بنابراین توسط شار مغناطیسیΦ میان ناحیهٔ میان مسیرها بر طبق قضیهٔ استوکس تعیین می‌شود:{\displaystyle \Delta \phi ={\frac {q\Phi }{\hbar }}}
همین اثر فاز مسئول کوانتش شار در حلقهٔ شار ابر رساناست. این کوانتش ناشی از این حقیقت است که تابع موج ابررسانا باید تک مقداری باشد. تغییر فاز Δφ در یک حلقهٔ بسته باید مضربی از باشدh/2e. شار ابررسانا واقعاً قبل از آهارانف بوهم توسط لندن (۱۹۴۸) با استفاده از مدل پدیده‌شناسی پیش‌بینی شده بود. اثر مغناطیسی آهارانف بوهم ارتباط تنگاتنگی با بحث دیراک دارد که وجود تک قطبی مغناطیسی که هم بار الکتریکی و هم بار مغناطیسی کوانتیده باشد. تک قطبی مغناطیسی مستلزم یک تکینگی ریاضی در پتانسیل برداری است می‌تواند به صورت رشتهٔ بلند نامتناهی از قطرهای کوچکی که شامل همهٔ ۴g از تک قطبی (بار) g است بیان شود؛ بنابراین فرض نبود یک گسترهٔ پراکندگی با این انتخاب دلخواه از تکینگی ضرورت تک مقداری بودن تابع موج مستلزم کوانتش بار است. ۲qg/ch باید یک عدد صحیح برای بار الکتریکی q و بار مغناطیسی g باشد. (در سیستم یکای cgs)

## اثر الکتریکی
اثر الکتریکی اهارانف بوهم همان‌طور که فاز تابع موج تنها به پتانسیل برداری مغناطیسی بستگی دارد همچنین به پتانسیل نرده‌ای الکتریکی نیز بستگی دارد. با بازسازی موقعیتی که در آن پتانسیل الکتریکی برداری دو مسیر یک ذره در میان ناحیه‌ای با میدان الکتریکی صفر تغییر کند اثر مشاهده‌پذیر آهارانف بوهم پدیدهٔ تداخل ناشی از تغییر فاز قابل پیش‌بینی است. دربارهٔ غیاب میدان الکتریکی، به‌طور کلاسیکی هیچ اثری وجود ندارد. از معادلهٔ شرودینگر فاز یک ویژه تابع با انرژی Eبه صورت{\displaystyle \exp(-iEt/\hbar )} تغییر می‌کند. با این حال، انرژی به پتانسیل V برای یک ذره با بار q نیز وابسته خواهد بود. به ویژه برای ناحیه‌ای با پتانسیل ثابت V انرژی پتانسیل الکتریکی qV در نتیجهٔ تغییر فاز به انرژی پتانسیل الکتریکی qV اضافه می‌شود:{\displaystyle \Delta \phi =-{\frac {qVt}{\hbar }},} که t زمان سپری شده در پتانسیل است تئوری اولیه برای این اثر یک آزمایش پیش‌نهاد می‌کند که ذرات از میان یک استوانهٔ رسانا در امتداد دو مسیر عبور می‌کنند که ذرات را از میدان خارجی در آن ناحیه محافظت می‌کند اما هنوز اجازه داده می‌شود که یک تغییر پتانسیل با باردار کردن استوانه به کار گرفته شود. با این حال فهم این اثبات مشکل است. در عوض یک آزمایش متفاوت شامل یک حلقهٔ ژئومتری است که توسط اثر تونل با ولتاژ پایهٔ V با پتانسیل دو نیم‌حلقه مختل می‌شود. این وضعیت تغییر فاز آهارانف بوهم را نتیجه می‌دهد که به‌طور تجربی در سال ۱۹۹۸ مشاهده شده است.